# Gisslebyn, Sillingebyn och Viksfors
Gisslebyn, Sillingebyn och Viksfors var 1990 en av SCB avgränsad och namnsatt småort i Säffle kommun i Värmlands län. Den omfattade bebyggelse i de tre sammanväxta byarna i Långseruds socken. Efter 1990 har kraven för småort inte lägre uppfyllts och sedan dess existerar ingen bebyggelseenhet med detta namn.